# 조던 헨더슨
조던 브라이언 헨더슨(영어: Jordan Brian Henderson, MBE, 1990년 6월 17일 ~ )은 잉글랜드의 축구 선수로 현재 프리미어리그의 브렌트퍼드에서 미드필더로 활약하고 있다.

## 클럽 경력

### 코번트리 시티(임대)
2009년 1월 헨더슨은 챔피언십 구단 코번트리로 한 달 간 임대를 갔다. 그리고 더비 카운티와의 경기에서 데뷔전을 치렀으나 경기는 1-2로 패배하였다. 2009년 2월 23일, 코번트리는 시즌이 끝날 때까지 헨더슨과의 계약을 연장한다고 발표하였다. 헨더슨은 2009년 2월 28일 노리치 시티 전에서 그의 성인 무대 데뷔골을 터뜨렸다.
코번트리로 임대 가 있는 동안 헨더슨은 좌측 5번째 중족골이 골절되는 부상을 당하였고, 2009년 4월 8일 선덜랜드로 복귀하였다.

### 선덜랜드
2009-10 시즌 중에 헨더슨은 선덜랜드 1군에 합류하여 프리미어리그 경기를 뛰었다. 그는 버밍엄 시티와의 칼링 컵 3라운드에서 데뷔골을 터뜨렸다. 또 2009년 12월 19일 맨체스터 시티를 상대로 리그 첫 골을 터뜨렸다. 그는 2009-10 시즌 선덜랜드 팬이 뽑은 올해의 어린 선수로 뽑히기도 하였다.
이후 잉글랜드 감독인 파비오 카펠로의 눈에 들어 2010년 11월 17일 프랑스와의 경기를 앞두고 첫 소집되었다. 헨더슨은 웨스트 햄 유나이티드 전에서 시즌 첫 골을 기록했다.
2011년 1월 13일 헨더슨은 FIFA 공식 웹사이트에 아틀레티코 마드리드의 다비드 데 헤아, 안데를레흐트의 로멜루 루카쿠와 함께 2011년 주목할 13명의 어린 선수 중 한명으로 선정되었다. FIFA는 "침착하고, 탄탄하고, 힘이 넘친다."고 표현했다. 선덜랜드 감독 스티브 브루스 또한 그를 "영국의 가장 뛰어난 어린 선수"라고 묘사했다.
헨더슨은 2011년 4월 23일 위건 애슬레틱과의 경기에서 두 골을 기록하였고, 승리함에 따라 선덜랜드의 8경기 무승 행진을 멈추었다. 헨더슨은 2년 연속 선덜랜드의 올해의 어린 선수로 뽑혔다.

### 리버풀
2011년 6월 8일, 선덜랜드와 리버풀은 헨더슨의 이적료 협상을 완료했다고 밝혔다. 2011년 6월 9일 그는 장기 계약을 맺으며 이적을 완료지었다.
2015년 7월 10일에는 LA갤럭시로 이적한 스티븐 제라드의 뒤를 이어 리버풀FC의 새로운 주장으로 임명됐다.
한편 당시 침체기를 겪고 있던 리버풀에 위르겐 클로프 감독이 부임한 이후, 주장 조던 헨더슨도 부상과 부진을 이겨내며 점차 팀의 핵심적인 선수로 자리 잡았다. 우승의 문턱에서 여러 차례 좌절을 겪기도 했으나, 마침내 2018-19 시즌 UEFA 챔피언스 리그 우승을 달성하며 리버풀의 통산 6번째 챔피언스리그 우승컵을 들어올린 다섯 번째 주장이 되었다.
이어서 2019년에 UEFA 슈퍼컵 우승을 차지했으며, FIFA 클럽 월드컵에서도 첫 우승을 이끌며 잉글랜드 클럽으로는 유일하게 한 해에 대륙별 트로피를 모두 거머쥐었다.
그리고 2019-20 시즌에는 리버풀 서포터들의 오랜 염원이던 프리미어 리그 첫 우승이자, 30년 만에 1부 리그 통산 19번째 우승까지 달성하며, 프리미어리그 출범 후 리그 우승 트로피를 들어올린 리버풀의 첫 번째 주장에 이름을 올리게 되었다.
2021-22 시즌에는 잉글랜드 자국 컵 대회인 풋볼 리그 컵과 FA 컵 우승을 차례로 달성하였고, 이후 2022년 FA 커뮤니티 실드 우승까지 차지하면서 리버풀에서 7개의 주요 대회 트로피를 모두 들어올린 최초의 주장이 되었다.

### 이티파크
2023년 7월 27일, 사우디 프로페셔널리그의 이티파크로 이적하면서 리버풀 시절 팀 동료로 함께한 스티븐 제라드 감독과 재회했다.
2024년 1월 19일, 상호 합의 하에 계약을 해지했다.

### AFC 아약스
2024년 1월 19일, 에레디비시의 AFC 아약스로 자유 계약으로 이적했다. 계약 기간은 2026년까지다.

## 국가대표팀 경력
2009년 헨더슨은 체코를 상대로 U-19 대표팀에 데뷔하였다. 이후 그는 루마니아와의 유러피언 챔피언십 플레이오프전에서 페널티박스 바깥 쪽에서 때린 발리슛으로 데뷔골을 기록했다.
2010년 11월 11일 헨더슨은 독일과의 친선 경기를 준비하는 U-21 대표팀 명단에서 제외되었다. 그 대신 그는 2010년 11월 17일 잉글랜드 성인 대표팀에 처음으로 차출되었다. 그는 프랑스와의 경기에서 선발로 출전하였고, 스티븐 제라드와 같이 중앙 미드필더로 뛰었다.
2011년 5월 31일 헨더슨은 2011년 UEFA 유러피언 U-21 선수권 대회 명단에 선택되었다.
2018년 FIFA 월드컵에 참가하여 4위를 기록했으며, 2018-19 UEFA 네이션스리그에서는 3위를 거둔 바 있다.

## 경력 통계

### 클럽
2020년 9월 6일 기준
| 클럽                 | 시즌        | 리그         | 리그 | 리그 | 국내 컵 | 국내 컵 | 리그 컵 | 리그 컵 | 대륙 대회 | 대륙 대회 | 기타 | 기타 | 통산 | 통산 |
| 클럽                 | 시즌        | 디비전       | 출장 | 득점 | 출장    | 득점    | 출장    | 득점    | 출장      | 득점      | 출장 | 득점 | 출장 | 득점 |
| -------------------- | ----------- | ------------ | ---- | ---- | ------- | ------- | ------- | ------- | --------- | --------- | ---- | ---- | ---- | ---- |
| 선더랜드             | 2008-09     | 프리미어리그 | 1    | 0    | 0       | 0       | 1       | 0       | —         | —         | —    | —    | 2    | 0    |
| 선더랜드             | 2009-10     | 프리미어리그 | 33   | 1    | 2       | 0       | 3       | 1       | —         | —         | —    | —    | 38   | 2    |
| 선더랜드             | 2010-11     | 프리미어리그 | 37   | 3    | 1       | 0       | 1       | 0       | —         | —         | —    | —    | 39   | 3    |
| 선더랜드             | 통산        | 통산         | 71   | 4    | 3       | 0       | 5       | 1       | —         | —         | —    | —    | 79   | 5    |
| 코번트리 시티 (임대) | 2008-09     | EFL 챔피언십 | 10   | 1    | 3       | 0       | —       | —       | —         | —         | —    | —    | 13   | 1    |
| 리버풀               | 2011-12     | 프리미어리그 | 37   | 2    | 5       | 0       | 6       | 0       | —         | —         | —    | —    | 48   | 2    |
| 리버풀               | 2012-13     | 프리미어리그 | 30   | 5    | 2       | 0       | 2       | 0       | 10        | 1         | —    | —    | 44   | 6    |
| 리버풀               | 2013-14     | 프리미어리그 | 35   | 4    | 3       | 0       | 2       | 1       | —         | —         | —    | —    | 40   | 5    |
| 리버풀               | 2014-15     | 프리미어리그 | 37   | 6    | 7       | 0       | 4       | 0       | 6         | 1         | —    | —    | 54   | 7    |
| 리버풀               | 2015-16     | 프리미어리그 | 17   | 2    | 0       | 0       | 3       | 0       | 6         | 0         | —    | —    | 26   | 2    |
| 리버풀               | 2016-17     | 프리미어리그 | 24   | 1    | 0       | 0       | 3       | 0       | —         | —         | —    | —    | 27   | 1    |
| 리버풀               | 2017-18     | 프리미어리그 | 27   | 1    | 1       | 0       | 1       | 0       | 12        | 0         | —    | —    | 41   | 1    |
| 리버풀               | 2018-19     | 프리미어리그 | 32   | 1    | 0       | 0       | 1       | 0       | 11        | 0         | —    | —    | 44   | 1    |
| 리버풀               | 2019-20     | 프리미어리그 | 30   | 4    | 0       | 0       | 0       | 0       | 6         | 0         | 4    | 0    | 40   | 4    |
| 리버풀               | 통산        | 통산         | 269  | 26   | 18      | 0       | 22      | 1       | 51        | 2         | 4    | 0    | 364  | 29   |
| 커리어 통산          | 커리어 통산 | 커리어 통산  | 350  | 31   | 24      | 0       | 27      | 2       | 51        | 2         | 4    | 0    | 456  | 35   |

## 수상 내역

### 클럽
리버풀 FC (2011~ )
- 프리미어 리그 우승: 2019-20
- FA컵 우승: 2021-22
- EFL컵 우승: 2011-12, 2021-22
- FA 커뮤니티 실드 우승: 2022
- UEFA 챔피언스 리그 우승: 2018-19
- UEFA 슈퍼컵 우승: 2019
- FIFA 클럽 월드컵 우승: 2019

### 국가대표팀
잉글랜드 축구 국가대표팀 (2010~ )
- FIFA 월드컵 4위 : 2018
- UEFA 유로 준우승 : 2021
- UEFA 네이션스리그 3위 : 2018-19

### 개인
- FWA 올해의 선수 : 2019-20
- PFA 올해의 팀 : 2019-20
- ESM 올해의 팀 : 2019-20
- 잉글랜드 국대 올해의 선수 : 2019
- 잉글랜드 U21 올해의 선수 : 2012
- 대영제국 훈장(MBE) 5등급 : 2021 - 축구에 대한 공훈과 코로나19 범유행 기간 등에 기여한 자선 공훈 인정(For services to Football and to Charity particularly during the Covid-19 Pandemic)[1]